# Тесс Геррітсен
Тесс Геррітсен (англ. Tess Gerritsen) — американська письменниця китайського походження. Авторка бестселерів у жанрі медичного та романтичного трилера.

## Життєпис
Тесс Геррітсен народилася 12 червня 1953 року в Сан-Дієго, США. З дитинства мріяла написати романи зі своєю власною Ненсі Дрю. Змінила ім'я Террі на більш жіночне Тесс, коли почала писати любовні романи. Сім'я схилила її до вибору кар'єри медика, хоча та палко бажала стати письменницею. 1975 року Геррітсен отримала ступінь бакалавра з антропології в Стенфордському університеті, а 1979 року здобула медичний ступінь в Каліфорнійському університеті та почала працювати лікарем у Гонолулу, Гаваї.
Будучи в декретній відпустці, подала своє коротке оповідання «Про вибір правильного Крек Сіда» (Crack Seed — вид зневоднених консервованих фруктів. Популярна закуска на Гаваях) на конкурс, який проводив журнал «Гонолулу». Зрештою посіла перше місце, яке принесло їй приз у 500 доларів. Історія зосереджувала свою увагу на роздумах молодика про складні стосунки з матір'ю. Геррітсен стверджувала, що це оповідання допомогло їй впоратися з власною дитячою травмою (йдеться, зокрема, про численні спроби її матері накласти на себе руки).
Одружена з лікарем Джейкобом Геррітсеном. Має двох синів. Любить грати на скрипці, а також займається садівництвом. Живе в містечку Кемден, штат Мен.

## Письменницька кар'єра
Першими творами Геррітсен були романтичні трилери. На їхнє написання авторку надихнули любовні романи, які вона читала, працюючи лікарем. Після двох неопублікованих «пробних творів», 1987 року видавництво «Harlequin Intrigue» врешті опублікувало роман «Дзвінок після півночі». Всього Тесс написала вісім романтичних трилерів.
1996 року світ побачив перший медичний трилер письменниці — «Жнива». На написання цього твору Тесс надихнула оповідь колишнього поліцейського. Під час своєї останньої подорожі до Росії, московські правоохоронці розповіли йому про дітей-сиріт, яких викрадали з вулиць та переправляли закордон як донорів органів.
2001 року вийшов перший кримінальний трилер письменниці — «Хірург», де вперше з'явилася детектив Джейн Ріццолі. Хоча в «Хірурзі» вона й не головний персонаж, Ріццолі — головний протагоніст наступних десяти романів, де їй допомагає медичний експерт Мора Айлс (Rizzoli & Isles). На основі цих книг знятий телесеріал «Ріццолі та Айлс» з Енджі Гермон та Сашою Александр у головних ролях. У 2002 році вийшов детективний трилер «Асистент» — друга книга з серії романів про детектива Джейн Ріццолі та медичного експерта Мору Айлс.
2007 року Геррітсен написала історичний трилер про жахливих убивць — «Сад кісток». Події відбуваються в 1830-х роках у Бостоні. Прототипом для одного із персонажів став Олівер Венделл Голмс.
Твори Геррітсен опубліковані в 40 країнах. Продано 25 мільйонів екземплярів її книг.

## Твори
| - Call After Midnight (1987) — «Дзвінок після опівночі»; - Under the Knife (1990) — «Під ножем»; - Never Say Die (1992) — «Ніколи не кажи помри»; - Whistleblower (1992) — «Інформатор»; - Presumed Guilty (1993) — «Ймовірний винуватець»; - In Their Footsteps (1994) — «Їхніми кроками»; - Peggy Sue Got Murdered (1994) перевидана як Girl Missing — «Убивство Пеггі Сью»; - Thief of Hearts (1995) перевидана як Stolen— «Крадій сердець»; - Keeper of the Bride (1996) — «Доглядач нареченої». | - Harvest (1996) — «Жнива»; - Life Support (1997) — «Підтримка життя»; - Bloodstream (1998) — «Кровообіг»; - Gravity (1999) — «Гравітація»; - The Bone Garden (2007) — «Сад кісток» - Girl Missing (2009) — «Зникла дівчина». - Playing with Fire(2015) — «Гра з вогнем»; | 1. The Surgeon (2001) — «Хірург»; 2. The Apprentice (2002) — «Асистент»; 3. The Sinner (2003) — «Грішна»; 4. Body Double (2004) — «Двійник»; 5. Vanish (2005) — «Смертниці»; 6. The Mephisto Club (2006) — «Клуб Мефісто»; 7. The Keepsake / Keeping the Dead (2008) — «Пам'ятний подарунок» / «Хранителі смерті»; 8. Ice Cold / The Killing Place (2010) — «Убивчий холод» / «Місце вбивства»; 8.5 Freaks (оповідання, 2011) — «Виродки»; 9. The Silent Girl (2011) — «Дівчина, яка мовчить»; 9.5 John Doe (оповідання, 2012) — «Джон Доу»; 10. Last To Die (Серпень 16 / 28, 2012) — «Останній, хто помре»; 11. Die Again (2014) — «Вмерти знову»; 12. I Know A Secret (15 серпня 2017) — «Я знаю секрет». 13. Listen to me (5 липня 2022) — «Послухай мене». |

### Серія книг «Мартіні клуб»
1. The Spy Coast (2023) — «Шпигунське узбережжя»;
2. The Summer Guests (2025)

## Переклади українською
- Тесс Ґеррітсен. Хірург: роман. Переклад з англійської: Наталя Гоїн. Харків: КСД, 2016. 352 стор. ISBN 978-617-12-1462-0
- Тесс Ґеррітсен. Асистент: роман. Переклад з англійської: І. О. Серебрякова. Харків: КСД, 2017. 352 стор. ISBN 978-617-12-3184-9
- Тесс Ґеррітсен. Двійник: роман. Переклад з англійської: О.Оксенич. Харків: КСД, 2017. 384 стор. ISBN 978-617-12-4948-6
- Тесс Ґеррітсен. Грішна: роман. Переклад з англійської: О.Оксенич. Харків: КСД, 2019. 336 стор. ISBN 978-617-12-6847-0
- Тесс Ґеррітсен. Смертниці: роман. Переклад з англійської: О.Оксенич. Харків: КСД, 2020. 336 стор. ISBN 978-617-12-8093-9
- Тесс Ґеррітсен. Клуб «Мефісто»: роман. Переклад з англійської: О.Оксенич. Харків: КСД, 2021. 386 стор. ISBN 9786171289550
- Тесс Ґеррітсен. Хранителі смерті: роман. Переклад з англійської: О.Оксенич. Харків: КСД, 2021. 336 стор. ISBN 978-617-12-8918-5
- Тесс Ґеррітсен. Убивчий холод: роман. Переклад з англійської: О.Оксенич. Харків: КСД, 2022. 352 стор. ISBN 978-617-12-9777-7
- Тесс Ґеррітсен. Дівчина, яка мовчить: роман. Переклад з англійської: О.Оксенич. Харків: КСД, 2022. 384 стор. ISBN 978-617-12-9886-6
- Тесс Ґеррітсен. Останній, хто помре: роман. Переклад з англійської: А. Саженюк. Харків: КСД, 2023. 384 стор. ISBN 978-617-15-0007-5
- Тесс Ґеррітсен. Я знаю секрет: роман. Переклад з англійської: А. Саженюк. Харків: КСД, 2024. 336 стор. ISBN 978-617-15-0519-3
- Тесс Ґеррітсен. Послухай мене: роман. Переклад з англійської: Я. Лебеденко. Харків: КСД, 2024. 336 стор. ISBN 978-617-15-0719-7

- Тесс Ґеррітсен. Сад кісток: роман. Переклад з англійської: В. Пірогов. Харків: КСД, 2024. 464 стор. ISBN 978-617-15-0875-0
- Тесс Ґеррітсен. Шпигунське узбережжя: роман. Переклад з англійської: А. Гайдаржи. Харків: КСД, 2024. 400 стор. ISBN 978-617-15-1157-6